# زرق ثانوي

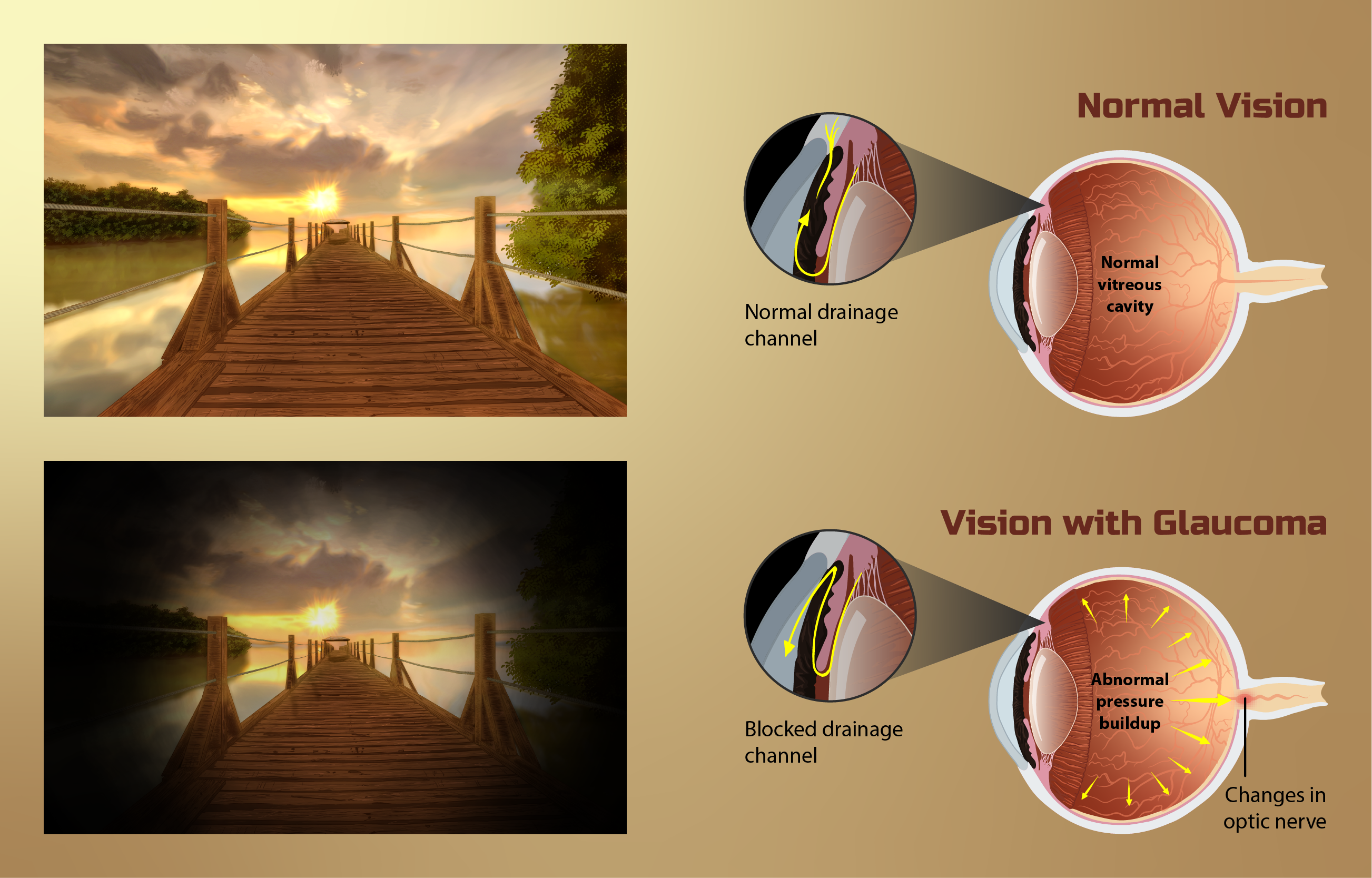
الزرق الثانوي هي متلازمة تصيب العصب البصري وتؤدي إلى فقدان كامل للبصر

الزرق الثانوي هو مجموعة من اضطرابات العصب البصري المترقية المرتبطة بارتفاع ضغط العين (آي أو بّي) ما يؤدي في النهاية إلى فقدان الرؤية. في الأوضاع السريرية، يمكن تحديد الإصابة بالزرق الثانوي من خلال ارتفاع الضغط داخل العين إلى ما يزيد عن 21 ميليمتر زئبقي مع استلزام الحالة لوصف الأدوية المستخدمة في تدبير ارتفاع ضغط العين. يمكن تصنيف الزرق الثانوي بشكل واسع في نوعين فرعيين: الزرق مفتوح الزاوية الثانوي وزرق انسداد الزاوية الثانوي، بالاستناد إلى مدى انغلاق الزاوية بين القرنية والقزحية. تشمل المسببات الأساسية للزرق الثانوي كلًا من رض العصب البصري أو تلفه، وأمراض العين، والجراحة، والتوعي الحديث، والأورام واستخدام أدوية السلفا والستيرويدات. تشمل عوامل الخطر للإصابة بالزرق الثانوي كلًا من التهاب العنبية، وجراحة الساد بالإضافة إلى الأورام داخل العين. يمكن تصميم العلاجات الشائعة للزرق الثانوي وفقًا لنوعه (مفتوح الزاوية أو منسد الزاوية) والحالة المسببة الكامنة، بالإضافة إلى الارتفاع الناتج في الضغط داخل العين. يشمل ذلك العلاج الدوائي، أو استخدام مقبضات الحدقة، أو الجراحة أو العلاج بالليزر.

## عوامل الخطر
بشكل عام، يمكن اعتبار ارتفاع الضغط داخل العين بمثابة عامل الخطر الرئيسي في تطور الزرق الثانوي. مع ذلك، يوجد العديد من عوامل الخطر التي من شأنها المساهمة في ارتفاع مستويات الضغط داخل العين.

### التهاب العنبية
يرتبط الزرق الثانوي بشكل شائع مع التهاب العنبية. يمثل التهاب العنبية حالة من الالتهاب التي تصيب العنبية، التي تمثل بدورها الطبقة الوسطى من العين وتتألف من الجسم الهدبي، والمشيمية والقزحية. أمكن التعرف على العديد من المسببات المحتملة بوصفها من عوامل الخطر المساهمة في تطور الزرق الثانوي. يشمل ذلك كلًا من التهاب العنبية الأمامية فيروسي المنشأ الناجم عن الإصابة بعدوى الفيروس المضخم للخلايا والتهاب العنبية الأمامية هربسي المنشأ الناجم عن الإصابة بفيروس الهربس البسيط. أمكن العثور على ارتباط واضح بين الفيزيولوجيا المرضية الملحوظة في حالات الزرق الثانوي الناجمة عن التهاب العنبية من جهة وارتفاع مستويات الضغط داخل العين وتقلبها من جهة أخرى. يساهم التهاب النسج العينية في إعاقة ضغط العين الناتج في الجسم الهدبي. يؤدي هذا بدوره إلى تراكم الخلط المائي وبالتالي ارتفاع الضغط داخل العين، الذي يمثل أحد عوامل الخطر الشائعة لتطور الزرق الثانوي.

### جراحة الساد الخلقي لدى الأطفال
أمكن تحديد جراحة الساد الخلقي لدى الأطفال بوصفها أحد عوامل الخطر لترقي الزرق الثانوي. يمثل الساد نوعًا من الأمراض البصرية، ويمكن تمييزه من خلال التغيم المترقي لعدسة العين. غالبًا ما تُستخدم الإجراءات الجراحية بهدف استبدال العدسة والسماح بعودة الرؤية الواضحة. مع ذلك، تترافق هذه الجراحات مع تزايد خطر تطور الزرق الثانوي لدى الأطفال بسبب إجراءات زرع العدسة داخل العين (آي أو إل) الثانوية. قد تساهم الحساسية الالتهابية المتزايدة في زاوية حجرة العين الأمامية في زيادة خطر الإصابة بالزرق الثانوي. 

### الأورام داخل العين
أمكن العثور أيضًا على ارتباط وثيق بين الأورام داخل العين (أورام العنبية والشبكية) وتطور الزرق الثانوي. تتأثر الفيزيولوجيا المرضية للزرق الثانوي في هذه الحالات بكل من نوع الورم، وموقعه والعوامل ذات الصلة به. من بين الأنواع الفرعية العديدة لأورام العنبية، يتطور الزرق الثانوي بشكل بارز لدى المرضى المصابين بالورم الميلانيني القزحي الشبكي التربيقي. أمكنت أيضًا ملاحظة إعاقة في تدفق الخلط الزجاجي نتيجة الالتهاب الحاصل في بنى الشبكة التربيقية لدى مرضى التهاب العنبية الأمامية هربسي المنشأ. علاوة على ذلك، ساهمت آلية غزو الزاوية إلى حد كبير في تطور الزرق الثانوي لدى المرضى المصابين بورم تابيوكا الميلانيني القزحي، واللمفوما القزحية، والورم الميلانيني المشيمي والورم الظهاري الميلانيني.